# العكة (الضليعة)
'

تعديل مصدري - تعديل

العكة هي إحدى قرى عزلة الضليعة بمديرية الضليعة التابعة لمحافظة حضرموت، بلغ تعداد سكانها 239 نسمة حسب تعداد اليمن لعام 2004.